# Glebe Cairn
De Glebe Cairn is een grafheuvel (cairn) uit de bronstijd, gelegen in Kilmartin Glen in de Schotse regio Argyll and Bute.

## Beschrijving
Glebe Cairn, gebouwd tussen 1700 en 1500 v. Chr., heeft onder de stenen in het midden van de cairn twee concentrische steencirkels liggen met twee grafkisten in hun midden, waarin potten en ander aardewerk zijn gevonden. De heuvel is dertig meter in diameter en drie meter hoog.
De cairn is uitgegraven in 1864 door Greenwell.
Dit graf behoort tot de zogenaamde lineaire begraafplaats en is daarvan de meest noordelijk gelegene. De grafheuvel ligt vlak bij de parochiekerk van Kilmartin, waar de Kilmartin Sculptured Stones worden bewaard. De andere graven zijn de drie Nether Largie Cairns en de Ri Cruin Cairn. Ook de steenkringen van Temple Wood Stone Circles worden geacht onderdeel uit te maken van dit landschap.

## Beheer
De Glebe Cairn wordt beheerd door Historic Environment Scotland, net als de Dunchraigaig Cairn.